# LUKoil
Lukoil (em russo:  Лукойл) é uma empresa petrolífera russa com sede em Moscou. Atualmente e a segunda maior empresa de petróleo da Rússia e segundo maior produtor de petróleo a partir de 2005. Em 2012 a empresa produziu 89,856 milhões de toneladas de petróleo (1,813 milhões de barris por dia).
Com sede em Moscou, a Lukoil é a segunda maior empresa de capital aberto (ao lado da ExxonMobil) em termos de reservas de petróleo e gás. Em 2008, a empresa possuía 19,3 bilhões de barris de óleo equivalente. Isso equivale a cerca de 1,3% das reservas mundiais de petróleo. A companhia tem operações em mais de 40 países ao redor do mundo.